# つつじが丘 (神戸市)
つつじが丘（つつじがおか）は、兵庫県神戸市垂水区にある町名。一丁目から七丁目がある。郵便番号は655-0853。

## 地理
垂水区の北東部に位置する。主に、名谷町のうち東名、滑両地区の福田川左岸の一部を東急不動産が開発してできた住宅団地である。面積は55haに及ぶ。東は名谷町、下畑町の各飛地部分と桃山台、南、西は名谷町、北は須磨区菅の台に接する。地番整理済区域である。三丁目に神戸市立つつじが丘小学校がある。

## 歴史
- 1980年（昭和55年） - 名谷町字高曽、字西ノ子、字小川、字桜ケ谷、字丸田、字八代谷、下畑町の各一部よりつつじが丘一～二、四丁目が成立した[4][6]。
- 1981年（昭和56年） - 名谷町、下畑町の各一部を編入して、一～七丁目となった[4]
- 1983年（昭和58年）から1984年（昭和59年） - 一部が桃山台一～七丁目となった[4]。
- 1985年（昭和60年）から1986年（昭和61年） - 名谷町の一部を編入した[4]。つつじが丘となった名谷町の小字のうち西ノ子、桜ケ谷、丸田、八代谷などは現在公園や橋の名前として残されている。

### 地名の由来
『垂水の今と昔』では、従前地の植生のツツジに因んで命名したのではないかとしている。

### 町名の変遷
| 実施後           | 実施年月日         | 実施前（各小字ともその一部）                                       |
| ---------------- | ------------------ | ------------------------------------------------------------------ |
| つつじが丘一丁目 | 1980年（昭和55年） | 名谷町字高曽、字西ノ子、字小川、字桜ケ谷、字丸田、字八代谷、下畑町 |
| つつじが丘二丁目 | 1980年（昭和55年） | 名谷町字高曽、字西ノ子、字小川、字桜ケ谷、字丸田、字八代谷、下畑町 |
| つつじが丘三丁目 | 1981年（昭和56年） | 名谷町字高曽、字西ノ子、字小川、字桜ケ谷、字丸田、字八代谷、下畑町 |
| つつじが丘四丁目 | 1980年（昭和55年） | 名谷町字高曽、字西ノ子、字小川、字桜ケ谷、字丸田、字八代谷、下畑町 |
| つつじが丘五丁目 | 1981年（昭和56年） | 名谷町字高曽、字西ノ子、字小川、字桜ケ谷、字丸田、字八代谷、下畑町 |
| つつじが丘六丁目 | 1981年（昭和56年） | 名谷町字高曽、字西ノ子、字小川、字桜ケ谷、字丸田、字八代谷、下畑町 |
| つつじが丘七丁目 | 1981年（昭和56年） | 名谷町字高曽、字西ノ子、字小川、字桜ケ谷、字丸田、字八代谷、下畑町 |

## 世帯数と人口
2021年（令和3年）12月31日現在の世帯数と人口は以下の通りである。
| 町丁             | 世帯数    | 人口    |
| ---------------- | --------- | ------- |
| つつじが丘一丁目 | 251世帯   | 640人   |
| つつじが丘二丁目 | 329世帯   | 701人   |
| つつじが丘三丁目 | 138世帯   | 274人   |
| つつじが丘四丁目 | 300世帯   | 653人   |
| つつじが丘五丁目 | 352世帯   | 778人   |
| つつじが丘六丁目 | 156世帯   | 348人   |
| つつじが丘七丁目 | 370世帯   | 823人   |
| 計               | 1,896世帯 | 4,217人 |

## 小・中学校の学区
市立小・中学校に通う場合、学区は以下の通りとなる。
| 丁目   | 番地 | 小学校                   | 中学校               |
| ------ | ---- | ------------------------ | -------------------- |
| 一丁目 | 全域 | 神戸市立つつじが丘小学校 | 神戸市立桃山台中学校 |
| 二丁目 | 全域 | 神戸市立つつじが丘小学校 | 神戸市立桃山台中学校 |
| 三丁目 | 全域 | 神戸市立つつじが丘小学校 | 神戸市立桃山台中学校 |
| 四丁目 | 全域 | 神戸市立つつじが丘小学校 | 神戸市立桃山台中学校 |
| 五丁目 | 全域 | 神戸市立つつじが丘小学校 | 神戸市立桃山台中学校 |
| 六丁目 | 全域 | 神戸市立つつじが丘小学校 | 神戸市立桃山台中学校 |
| 七丁目 | 全域 | 神戸市立つつじが丘小学校 | 神戸市立桃山台中学校 |

## 交通
山陽バス、神戸市営バス、が路線バスを運行している。山陽バスは地域と三宮・神戸空港方面を高速バスで接続している。

### バス
つつじが丘、つつじが丘2丁目、つつじが丘3丁目の各停留所がある。
| 系統 | 起点       | 経由バス停               | 終点       |
| ---- | ---------- | ------------------------ | ---------- |
| 15   | 名谷駅     | 奥畑 あみだ堂 桃山台     | 青山台     |
| 22   | つつじが丘 | 堀割 桃山台              | 垂水東口   |
| 23   | 垂水東口   | 千鳥が丘下 青山台 桃山台 | つつじが丘 |

| 系統 | 起点     | 経由バス停                     | 終点   |
| ---- | -------- | ------------------------------ | ------ |
| 15   | 名谷駅前 | 北須磨高校前 つつじが丘 桃山台 | 青山台 |

### 道路
- 須磨多聞線

## 施設
教育
- 神戸市立つつじが丘小学校 - つつじが丘三丁目1385番地の79

公共
- つつじが丘自治集会所
- 名谷つつじが丘集会所
- 市立つつじが丘地域福祉センター - つつじが丘四丁目6番地の7
- つつじが丘公園

寺社
- 滑祇園神社

郵便局
- 神戸つつじが丘郵便局 - つつじが丘四丁目5番地の9